# Yatomi
Yatomi (jap. 弥富市 Yatomi-shi) – miasto w Japonii, w prefekturze Aichi, na wyspie Honsiu.

## Położenie
Miasto leży w zachodniej części prefektury u ujścia rzek Kiso i Nagara do zatoki Ise, graniczy z:
- Aisai
- Kanie
- Tobishima
- Kuwana (prefektura Mie)
- Kisosaki (prefektura Mie)

## Historia
1 kwietnia 1889 roku w powiecie Kaisai powstała wioska Yatomi. 26 sierpnia 1903 roku Yatomi zdobyło status miasteczka („chō”). 1 lipca 1913 roku miejscowość stała się częścią powiatu Ama. 1 kwietnia 1955 roku w wyniku połączenia miejscowość powiększyła się o tereny wiosek Nabeta (jap. 鍋田村) i Ichie (jap. 市江村). Yatomi zdobyła status miasta 1 kwietnia 2006 roku.

## Populacja
Zmiany w populacji Yatomi w latach 1970–2015:
| Rok  | Populacja |
| ---- | --------- |
| 1970 | 27 311    |
| 1975 | 32 714    |
| 1980 | 36 457    |
| 1985 | 37 614    |
| 1990 | 38 971    |
| 1995 | 41 309    |
| 2000 | 42 179    |
| 2005 | 42 575    |
| 2010 | 43 272    |
| 2015 | 43 269    |